# 史蒂文·约翰逊 (曲棍球运动员)
史蒂文·约翰逊（英語：Steven Johnson，1929年1月26日—2009年7月9日），英国男子曲棍球运动员。他曾代表英国国家队参加1956年夏季奥林匹克运动会曲棍球比赛，结果队伍获得第四名。